# Peter Molyneux
Peter Douglas Molyneux (ejtsd: Malinyú) (Guildford, Surrey, 1959. május 5. –) lovagi címmel kitüntetett angol videójáték tervező és programozó. Leginkább az „istenjátékok” műfajába tartozó alkotásaival szerzett hírnevet, (Populous, Dungeon Keeper vagy a Black & White sorozat) illetve a különböző menedzser játékokkal, mint a Theme Park vagy a The Movies, mostanában pedig a Fable című akció-szerepjáték sorozattal foglalkozik.
A kritikai és pénzügyi sikerek ellenére Molyneux leginkább azzal vált ismertté, hogy a fejlesztés alatt álló játékairól túlzott lelkesedéssel nyilatkozik és végül az elkészült termék kevésbé ambiciózus, mint amilyennek a fejlesztő szavai alapján a játékosok várták. Az egyik ilyen példa a Fable volt, amiből sok játékelem kimaradt, ami a készülő játékról szóló interjúkban ígéretként elhangzott. Molyneux nyilvánosan is bocsánatot kért, amiért elragadtatta magát.
2012. március 7-én bejelentette, hogy elhagyja az általa alapított Lionhead Studiost, illetve a Microsoft Studiosnál betöltött állását, de továbbra is a szakmában kíván dolgozni, ezért 22 Cans néven új céget alapít, konzulensként pedig továbbra is felügyeli a Fable: The Journey fejlesztését.

## Pályafutása

### A kezdetek
Peter Molyneux, miután a southamptoni egyetemen informatikus diplomát kapott, 1982-ben saját vállalkozást indított és floppy lemezeket kezdett forgalmazni, amihez később Atari és Commodore 64 videójátékokat mellékelt, mert úgy gondolta, hogy ezzel majd felélénkülnek a korábban nem túl jó eladások. Ezután döntött úgy, hogy elhagyja a floppykat és csak a videójátékokkal szeretne foglalkozni.
1984-ben megalkotta a The Entrepreneur szöveges menedzser játékot, amiben egy frissen megalapított céget kellett sikeressé tenni.
„Akkoriban, amikor az Űrtrutyi a Marsra támad (akár szó szerint ezzel a címmel) és hasonló kaliberű játékok 50 milliós eladásokat produkálnak, mihez kezdtem én? Készítettem egy üzleti szimulációs programot.” Több száz másolatot csinált belőle és egy játékmagazinban is hirdette, várta a rengeteg beérkező megrendelést. Később a következőeket nyilatkozta: „Teljesen meg voltam róla győződve, hogy sokakat érdekelni fog a program és hatalmas eladásokkal számoltam. Arra gondoltam, hogy már nem lesz elég nagy a postaládám, amibe a levelek férjenek. Nem viccelek, egy nagyobbat is beszereztem, hogy tudjam fogadni a megrendeléseket.” Első próbálkozását viszont nem koronázta siker, összesen 2 vásárlója akadt a programnak. (Molyneux szerint az egyik az édesanyja lehetett.) 2007-ben a GameSpy Fable 2 előzetese szerint a játék gazdasági részét a Entrepreneur inspirálta.
A kudarc hatására felhagyott a játéktervezéssel és Les Edgarral közösen megalapították a Taurus Impex Limited céget, ami a Közel-Keletre exportált paradicsomos babot. (Baked bean – Angliában nagy népszerűségnek örvend.) Egy napon aztán a Commodore International vállalattól felkeresték őket, hogy a hálózati programjukat ültessék át Amigára, amiért cserébe 10 darabot kapnak az adott gépből. (Ugyanis összekeverték őket a hálózatfejlesztésben tapasztalt Torus céggel.) „…akkor döbbentem csak rá, hogy azt se tudja, pontosan kik is vagyunk. Egy kisebb lelkiismereti válságot éltem át akkor. Ha rájön, akkor lőttek a 10 ajándék számítógépnek. Úgyhogy megkötöttem az üzletet, aztán pedig gyorsan távoztam az irodából.” Elkészítették hát az Acquisition – The Ultimate Database programot a Commodore számára és miután tisztázták a félreértést, megjelenhetett és szerény sikereket ért el.

### Bullfrog Productions
Az adatbázisprogramért kapott pénzből megalapították a Bullfrog Productionst 1987-ben.
Molyneux belekezdett a Populous fejlesztésébe, ami az első „istenjáték” volt. Az 1989-ben személyi számítógépre megjelent játék kiemelkedő sikerré vált, 4 millió példánynál is többet értékesítettek belőle.
1994-ben Molyneux az Electronic Arts alelnöke és konzultánsa lett, miután az jelentős részvényessé vált a Bullforgban, ezt követően pedig kiadója 1995 januárjában a teljes céget felvásárolta. 
Utolsó projektje a Bullforgnál a Dungeon Keeper lett, ami 1997 júliusában jelent meg és remek fogadtatásban részesült. Augusztusban távozott a cégtől és megalapította a Lionhead Studiost. A Bullfrog utolsó játéka 2001-ben jelent meg, 2004-ben pedig a beolvadtak az EA UK leányvállalatba.

### Lionhead Studios és a Microsoft
Molyneux előállt a Black & White tervével és kis csapatával munkához is látott 1997 vége felé. Ő maga 6 millió dollárral járult hozzá a fejlesztés költségeihez. 3 év múltán végül 2001-ben jelent meg a játék.
2006 áprilisában a Microsoft Game Studios (mostanra már Microsoft Studios) felvásárolta a céget. A 2006-os E3 alkalmával több interjút is adott, amiben azt nyilatkozta, hogy mostantól több remek játékot fognak készíteni a Lionheadnél a Microsoft támogatásának hála. 2009. június 4-én kinevezték a Microsoft Game Studios európai részlegének kreatív igazgatójává, ennek ellenére továbbra is foglalkozik a Lionhead Studiosnál videójátékok készítésével.

## A médiában
A videójáték-ipar egyik kiemelkedő alakja, több televíziós műsorban szerepelt és számos videójátékos interjú vagy dokumentumfilm készült a közreműködésével. A GamesMaster, Game Over, Games Wars, Gamezville, Bad Influence!, Gamepad, CHEATS, Gamer.tv, Rapture, Games World, Blue Chip, LanJam, Ultimate Gamer és GameStars videójátékokkal foglalkozó műsorokban gyakran látott vendég.
A G4 egy teljes epizódot szentelt neki az Icons sorozaton belül. 2006-os brightoni Games Developer Conference keretében egy részletes, két részből álló interjút készített vele az Egyesült Királyság egyik legnagyobb videójátékokkal foglalkozó weboldala, az Eurogamer.
A Discovery Channel Rise of the Video Game című mini sorozatában a szimulátorokkal foglalkozó résznél Will Wright és Sid Meier mellett kapott szerepet.
A GameTrailers a Legjobb videójáték készítők listájában 10. helyezettnek választotta.
Molyneuxt azonban sokan bírálták, mivel hajlamos túl sokat ígérni a játékokkal kapcsolatban, ami végleges verzióban már nem teljesül. (Ez a szokása nagyjából a Black & White első részére vezethető vissza.) Ennek ellenére ezek a játékok is sikeresek a vásárlók és a kritikusok körében egyaránt.

## Elismerések
2004-ben Molyneux bekerült az AIAS Hall of Famebe (Hírességek csarnoka, akik sokat tettek a videójátékok fejlődéséért.) és december 31-én megkapta A Brit Birodalom Érdemrendjét. A francia kormány 2007 márciusában az Ordre des Arts et des Lettres lovagi fokozatával tüntette ki. Júliusban a southamptoni egyetem tiszteletbeli doktori címet (doctor of science – tudományok doktora) adományozott számára. 2011 márciusában a Game Developers Choice Awards életműdíját vehette át. 2011-ben a BAFTA videójátékokkal kapcsolatos díjkiosztó gáláján tiszteletbeli tagjává választotta.

## Játékok
| - The Entrepreneur (1984) (tervező/programozó) - Druid 2 - Fusion (1987) (tervező/programozó) - Populous (1989) (tervező/programozó) - Powermonger (1990) (tervező/programozó) - Populous II: Trials of the Olympian Gods (1991) (tervező/programozó) - Syndicate (1993) (producer) - Theme Park (1994) (projektfelelős/vezető programozó) - Magic Carpet (1994) (vezető producer) - Hi-Octane (1995) (vezető producer) - Genewars (1996) - Dungeon Keeper (1997) (projektfelelős/tervező) | - Black & White (2001) (koncepció/vezető tervező/programozó) - Fable (2004) (tervező) - Fable: The Lost Chapters (2005) (tervező) - The Movies (2005) (executive tervező) - Black & White 2 (2005) (vezető tervező) - The Movies: Stunts & Effects (2006) (executive tervező) - Black & White 2: Battle of the Gods (2006) (vezető tervező) - Fable II (2008) (vezető tervező) - Fable III (2010) (vezető tervező) - Milo and Kate (korábban The Dmitri Project) (törölték) (vezető tervező) - Fable: The Journey (2012) |